# Wetherby (Film)
Wetherby (auch bekannt als Wetherby – Die Gewalt vergessener Träume) ist ein britisches Mysterydrama aus dem Jahr 1985 über eine Lehrerin, die durch den Selbstmord eines Studenten dazu gezwungen wird, sich mit ihrer eigenen Geschichte zu beschäftigen. Das Drehbuch schrieb der Dramatiker David Hare, der auch Regie führte. Die Hauptrollen spielen Vanessa Redgrave, Joely Richardson, Ian Holm und Judi Dench. Der Film gehört zum New British Cinema.

## Handlung
Die Lehrerin Jean Travers ist eine alte Jungfer und lebt in einem kleinen Cottage in der Stadt Wetherby in West Yorkshire. Eines Abends lädt sie verheiratete Freunde zu einer Dinnerparty ein. Auf der Party erscheint uneingeladen der 25-jährige John Morgan, nimmt an den Gesprächen teil und ist auch eine Zeitlang mit Jean allein. Er kam mit den anderen Gästen, die annahmen, er sei ein Bekannter von Jean. Jean wiederum nahm an, dass ihre Freunde ihn mitgebracht hätten. Der Besuch Morgans legt bei Jean verdrängte Traumata frei. Während er am Küchentisch sitzt und auf Tee wartet, steckt er den Lauf einer Waffe in seinen Mund und erschießt sich.
Von diesem Punkt an wird die Geschichte des Films in chronologisch diskreten, ineinander greifenden Rückblenden in die jüngere und fernere Vergangenheit erzählt, die Handlungen und Ereignisse aus verschiedenen Blickwinkeln gesehen und erlebt zeigen. Morgans rätselhafter Selbstmord ist der Dreh- und Angelpunkt, um den sich die Erzählung dreht. Der narrative Aufbau des Films gleicht einem Puzzle, bei dem häufig wichtige Teile zu fehlen scheinen.
Es gibt weitere Szenen der Dinnerparty sowie Szenen der polizeilichen Ermittlungen zum Suizid. Wir erfahren, dass Morgan kein geladener Gast war – er kam lediglich mit anderen herein. Für den Kommissar erscheint das alles genauso rätselhaft, wie für Jean.
Nach der Beerdigung von Morgan tritt plötzlich eine zurückhaltende und seltsame junge Frau namens Karen Creasy in Jeans Leben. Sie ist eine frühere Bekannte von Morgan, schleicht sich wochenlang in Jeans Leben und Zuhause ein und zeigt nicht die Absicht, es zu verlassen. Karen wirkt auf Jean mürrisch und egozentrisch. Sie scheint von Morgans Tod merkwürdig unberührt und ist sogar ablehnend gegenüber seinem Andenken. Später wird in Rückblenden gezeigt, dass Morgan eine Besessenheit von Karen entwickelt hatte, als sie beide Studenten an der University of Essex waren. Dort hatte sie seinen verzweifelten Versuch, eine Beziehung mit ihr aufzubauen, heftig zurückgewiesen. Es wird impliziert, dass diese Ablehnung ein Faktor für seine Entscheidung gewesen sein könnte, Essex zu verlassen und mit Suizidgedanken nach Yorkshire zu gehen.
Als Jean gegenüber Karen andeutet, dass sie für Morgans Entscheidung, sich umzubringen, verantwortlich gewesen sein könnte, bestreitet die junge Frau wütend, dass ihr Verhalten in irgendeiner Weise provokativ war oder ist. Karen macht deutlich, dass sie emotionale Verstrickungen hasst – was sie schroff als „Menschen, die sich ineinander vergraben“ beschreibt – und ebenso Jeans Versuch ablehnt, sie in eine enge Beziehung zu verwickeln. In einem plötzlichen Wutanfall verlässt Karen Jeans Zuhause und Wetherby für immer. Aber bevor sie geht, verspottet sie Jean auf grausame Weise, denn sie deutet an, dass sie gerne wissen würde, welche mögliche Rolle die „alte Jungfer“ bei dem Selbstmord gespielt hat.
Zusätzlich zu den Ereignissen der Gegenwart gibt es Rückblenden von Jean und ihrer lebenslangen Freundin Marcia als Teenager im Jahr 1953. Diese Szenen zeigen, dass Jean mit dem Flieger Jim Mortimer verlobt war und dass sie ihn nicht davon abhalten konnte weg zu gehen, da er seinem aktiven Dienst in Südostasien gegenüber ihrer Beziehung den Vorrang gab. In einer brutalen Wendung des Schicksals wurde Jim während der antiimperialen Aufstände in British Malaya sinnlos in einer Spielhölle ermordet und Jean sah ihn nie wieder.
Während sich diese Episoden aus Vergangenheit und Gegenwart kreuzen und überschneiden, beginnt Jean den dumpfen Groll und die einsame Verzweiflung zu verstehen, die Morgan dazu trieben, sich das Leben zu nehmen. Auch scheint sie einen Einblick in die Rastlosigkeit und die selbstzerstörerischen Impulse der jüngeren Generation zu bekommen. So versucht sie, eine ihrer Schülerinnen dazu zu bringen, den Wert einer Fortsetzung ihrer Ausbildung zu erkennen. Doch trotz Jeans Ausführungen über das Leben, bricht das Mädchen die Oberstufe ab und geht mit einem Freund nach London.
Auch Jean ist betroffen von den geschmälerten Hoffnungen ihrer Zeitgenossen, die den Zustand des Landes unter dem Thatcherismus beklagen. Sie bespricht diese aktuellen Angelegenheiten regelmäßig mit Stanley Pilborough, Marcias Ehemann und dem Anwalt der Stadt, der allerdings oft betrunken ist. Sie beobachtet die unglücklichen Ehen ihrer Freunde mittleren Alters, insbesondere das endlose Gezänk zwischen Roger und Verity Braithwaite. Selbst der einsame Polizist Mike Langdon gesteht verzweifelt das Scheitern seiner Beziehung zu seiner Geliebten Chrissie, die ihn verlassen hat, um zu ihrem Ehemann, einem Schafzüchter, zurückzukehren. Langdon deutet an, dass er den begründeten Verdacht hat, dass Jean, mit dem ihr eigentlich fremden Morgan, einen One-Night-Stand hatte und auch darin ein Grund für dessen Selbstmord gelegen haben könnte. Die Rückblende bestätigt dies zum Teil, denn in Erinnerung an ihren Verlobten Jim, hatte sie sich zu Intimitäten hinreißen lassen, die jedoch im Streit endeten. Auch zu Langdon, der sich bei Jean lange über seinem Liebeskummer ausgesprochen hatte, spürt sie eine Verbundenheit, was in einer innigen Umarmung und Liebkosung der beiden endet. Im Gegensatz zu Morgan erschießt er sich aber nicht danach, sondern quittiert seinen ungeliebt gewordenen Job bei der Polizei.
Am Ende scheint es, dass Jean nicht länger um das Leben trauern muss, das sie hätte haben können und die Person, die sie geworden wäre, wenn sie Jim nicht erlaubt hätte, seine fatale Abreise nach Malaya drei Jahrzehnte zuvor anzutreten. Sie wird das Beste aus dem machen, was sie hat und wie die Dinge sind, im Hier und Jetzt.

## Hintergrund
Trotz des Filmtitels wurde der größte Teil des Films nicht in der Stadt „Wetherby“ in Yorkshire gedreht. Lediglich die Szene, in der Jean Travers in einem Gemeindehaus zu sehen ist, entstand in den Wetherby St. Johns Church Halls.
Die Kinopremiere in Deutschland erfolgte am 21. November 1985. Weltweit erbrachte „Wetherby“ Einnahmen von $ 1.299.985.
Der Film war neben Das Hotel New Hampshire (1984) das Filmdebüt von Joely Richardson.
Die junge Jean Travers wurde von Vanessa Redgraves Tochter gespielt.

## Kritik
Der Film erhielt international überwiegend positive Kritiken. So erhielt er bei der IMDb eine Bewertung von 6,8 von 10 Punkten, basierend auf 1.405 Bewertungen.
David Hare kritisiert in den Dialogen der Gäste den Zustand der englischen Gesellschaft unter der Regentschaft von Premierministerin Margaret Thatcher.
André Schneider schrieb in der Zeit: „‚Wetherby‘ markierte 1985 das beachtlich konstruierte Kinodebüt des bekannten englischen Dramatikers und Drehbuchautors David Hare, dem reichlich Kritikerlob und Preise — u. a. der Goldenen Bär in Berlin — zuteilwurde. Die Kinogänger jedoch mieden den Streifen weitestgehend. Der Film ist wenig erbaulich, trist und sperrig — und [dennoch] einer der besten Schauspielerfilme der Achtziger.“ „David Hare erklärte seinerzeit, er habe mit ‚Wetherby‘ ein Bild vom England der Thatcher-Ära zeichnen wollen; seine Jean Travers sei wie Margaret Thatcher ein typisches Produkt der englischen Geschichte. Die deutsche Kritik zeigte sich einmal mehr eher verhalten und attestierte: ‚Wetherby‘ besitzt eine komplizierte, zersplitterte Form, die Gefühlswelt soll als Scherbenwelt erscheinen. Außerdem ist der Film als kriminalistische Recherche inszeniert […] und dies betont den Glasperlenspiel-Charakter von ‚Wetherby‘.“
Der deutsche Filmdienst urteilte: „Ein psychologisch stimmiges Psychogramm, dem es in einander kommentierenden Rückblenden gelingt, die individuellen Fälle als Symptome gesellschaftlicher Krankheiten zu diagnostizieren, die sich in Kommunikationsunfähigkeit und der Unfähigkeit offenbaren, zu lieben, zu trauern und zu leben. Zugleich ein Hinweis auf allgemeinen Werteverlust. In der Hauptrolle hervorragend interpretiert.“
In ihrer Rezension in der New York Times stellte Janet Maslin fest, dass der Film „mit dem Ohr eines Dramatikers für elegante Dialoge und dem unheilvollen Sinn für Symmetrie eines Dramatikers geschrieben wurde.“ „Die Dynamik des Films variiert unvorhersehbar, mit einem Rhythmus, der manchmal abrupt, manchmal träge ist. Ebenso uneinheitlich ist die Schärfe des Dialogs, wobei sich besonders pointierte Passagen mit bestenfalls indirekten Passagen abwechseln […] Mr. Hare hat jedoch eine hervorragende Besetzung zusammengestellt, und seine Ensemblearbeit ist sehr gut. […] Miss Redgraves warmherzige, glaubwürdige Darbietung ist das Herzstück des Films. Sie verleiht der Figur eine klare Intelligenz und ein sehr tiefes Mitgefühl, während sie es dennoch schafft, jede Bewegung zu einer Überraschung zu machen.“
Roger Ebert von der Chicago Sun-Times nannte es „einen eindringlichen Film, weil er es wagt zu suggerieren, dass der Tod des Fremden für jeden wichtig ist, den er berührt - weil er sie dazu zwingt, zu entscheiden, wie lebendig sie wirklich sind.“

## Auszeichnungen
Der Film gewann 1985 in Verbindung mit Eine demanzipierte Frau (1985) den renommierten Goldenen Bär für den besten Film bei den Internationalen Filmfestspielen Berlin. David Hare gewann den Preis der Confédération Internationale des Cinémas d’Art et d’Essai und erhielt eine ehrenvolle Erwähnung beim Interfilm Preis.
Die Boston Society of Film Critics zeichnete Ian Holm für seine Rolle als besten Nebendarsteller aus.
Die National Society of Film Critics, USA, zeichnete Vanessa Redgrave als beste Schauspielerin aus, Ian Holm war hier als bester Nebendarsteller nominiert.